# Antonio Puri Purini

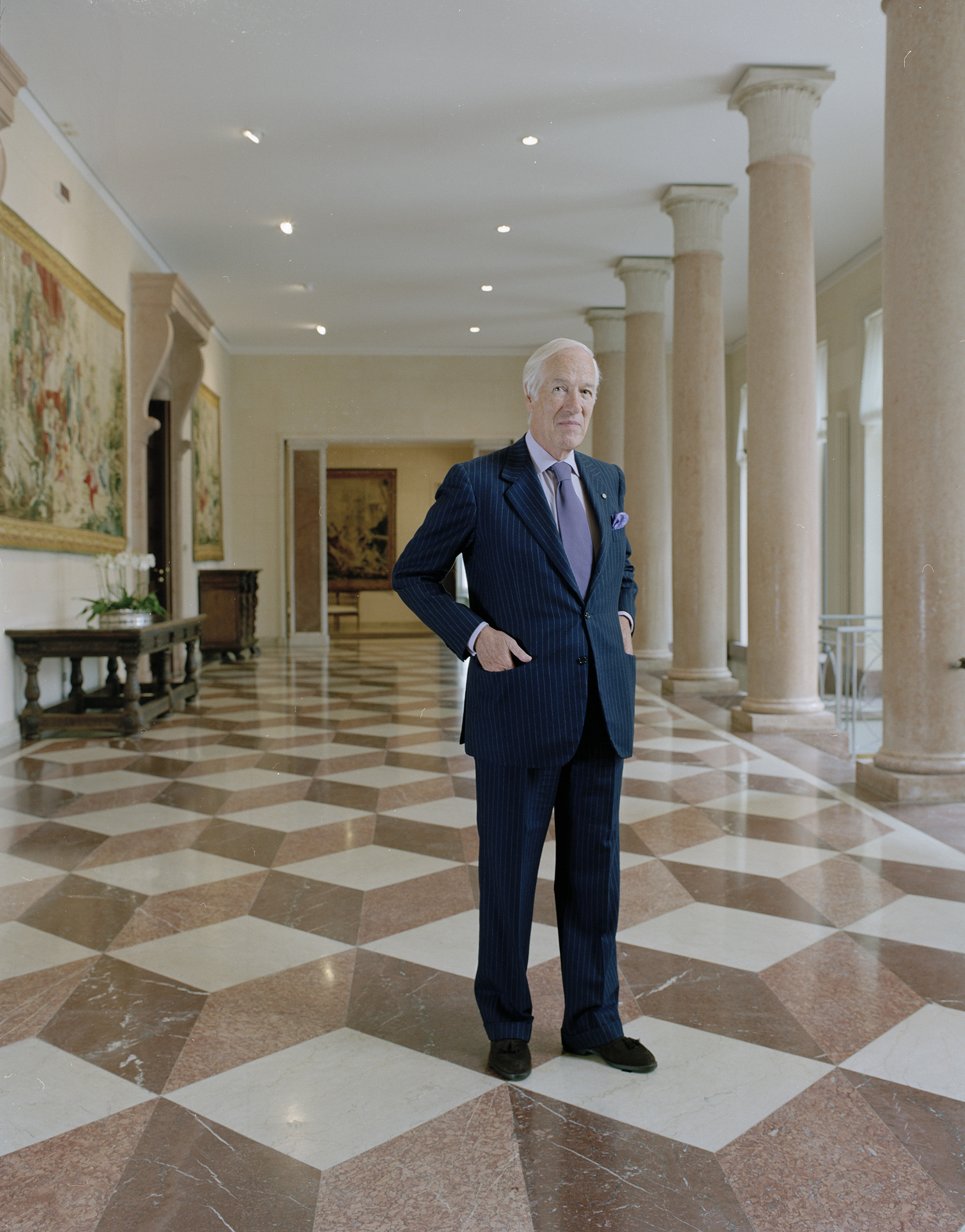
Antonio Puri Purini fotografiert im Foyer der Italienischen Botschaft, Berlin 2008. Foto von Oliver Mark

Antonio Puri Purini (* 22. Mai 1942 in Athen; † 9. Februar 2013 in Rom) war ein italienischer Diplomat.

## Familie
Antonio Puri Purini war der Sohn von Margherita Rinaldo di S. Rufo und Giuseppe Puri Purini.
Er heiratete Rosanna Donà dalle Rose, aus der Marzotto Group, sie haben vier Söhne.

## Werdegang
Am 3. Dezember 1963 schloss er ein Studium der Rechtswissenschaft an der Universität La Sapienza ab.
1965 trat er in den auswärtigen Dienst.
Am 5. Juli 1969 wurde er Legationssekretär zweiter Klasse in Washington, D.C.,
Am 1. März 1972 wurde er Konsul in München.
Am 20. Oktober 1974 wurde er Gesandtschaftssekretär erster Klasse in Tokio. Von 1999 bis 2005 war er diplomatischer Berater des Präsidenten der Republik, Carlo Azeglio Ciampi.
Von September 2005 bis 2008 war er Botschafter in Berlin. Von September 2008 bis 2009 war er zeitgleich Vertreter der italienischen Regierung bei der EU-Kommission akkreditiert.
Er schrieb für den Corriere della Sera und Die Zeit.

## Veröffentlichungen
- Dal Colle più alto. Al Quirinale, con Ciampi negli anni in cui tutto cambiò (Il Saggiatore). 2012[4]
- Puri Purini, Antonio: Selbstmordgefährdet. Die Europäische Union steckt in der Krise – nur ein übermenschlicher Kraftakt kann sie retten. In: Cicero[5]

„Ma non si dimentichi mai che, senza Bruxelles, l'Italia assomiglierebbe a un grande Libano.  ... (Aber man vergesse niemals, dass Italien ohne Brüssel einem großen Libanon ähneln würde.“

## Ehrungen
Am 3. Januar 2002 wurde er mit einem Großkreuz in den Orden des Infanten Dom Henrique aufgenommen.
| Vorgänger      | Amt                                                     | Nachfolger        |
| -------------- | ------------------------------------------------------- | ----------------- |
| Silvio Fagiolo | Italienischer Botschafter in Berlin 2005–2009           | Michele Valensise |
| —              | Italienischer Vertreter bei der EU-Kommission 2008–2009 | Marco Marsilli    |